# Atracurium
Atracurium ist ein Arzneistoff aus der Gruppe der nicht-depolarisierenden Muskelrelaxanzien, der bei Operationen und in der Intensivmedizin eingesetzt wird.
In Fertigarzneimitteln wird das Benzolsulfonsäuresalz (Besilat) eingesetzt.

## Klinische Angaben

### Anwendungsgebiete (Indikationen)
Atracurium wird eingesetzt, um eine Muskelrelaxierung (Muskelerschlaffung) für Operationen oder andere medizinische Prozeduren, wie z. B. maschinelle Beatmung zu erzielen.

### Wechselwirkungen mit anderen Medikamenten
Eine Wirkungsverlängerung bzw. Verstärkung bei gleichzeitiger Anwendung mit Aminoglykosiden, Schleifendiuretika, Magnesium, Lithium, Suxamethonium oder volatilen Anästhetika ist möglich.

### Unerwünschte Wirkungen (Nebenwirkungen)
Durch eine Histaminfreisetzung kann es dosisabhängig zu Hautrötung, Herzrhythmusstörungen, Blutdruckabfall, Tachykardie und Bronchospasmus kommen. Das cis-Isomer Cisatracurium führt im Gegensatz zu Atracurium nicht zu einer Histaminfreisetzung. Dem Metabolit Laudanosin wird zugeschrieben, zerebrale Krämpfe auszulösen.

## Pharmakologische Eigenschaften

### Wirkungsmechanismus (Pharmakodynamik)
Atracurium als peripher wirkendes Muskelrelaxans bindet kompetitiv an den Acetylcholinrezeptor der motorischen Endplatte, ohne eine Depolarisation auszulösen. Die Wirkung des Acetylcholins wird dadurch blockiert.

### Metabolismus
1/3 des Atracurium zerfällt spontan (Hofmann-Eliminierung), 2/3 werden unspezifisch durch Esterasen im Blutplasma gespalten (Esterhydrolyse). Als Abbauprodukte entstehen Pentamethylendiacrylat, Laudanosin, quaternäre Säuren und Alkohol.

## Sonstige Informationen

### Chemische Informationen

Struktur von Isochinolin, von denen sich die Benzylisochinolinderivate ableiten.

Das Benzylisochinolinderivat Atracurium gehört chemisch zu den Estern, Tetrahydropyridin-Derivaten und Phenolethern. Es ist ein Gemisch aus zehn verschiedenen Stereoisomeren.

### Geschichtliches
Atracurium wurde von John B. Stenlake 1974 synthetisiert. In Deutschland wurde Atracurium 1987 zugelassen.

## Handelsnamen
Monopräparate
Tracrium (D, A, CH), diverse Generika (D)